# NGC 4473
NGC 4473 (други обозначения – UGC 7631, MCG 2-32-93, ZWG 70.125, VCC 1231, PGC 41228) е елиптична галактика (E5) в съзвездието Косите на Вероника.
Обектът присъства в оригиналната редакция на „Нов общ каталог“. Галактиката е открита от Уилям Хершел на 8 април 1784 г.
Галактиката принадлежи към галактическия куп Дева, а също така е и част от т.нар. Верига на Маркарян.
В центъра на галактиката се намира свръхмасивна черна дупка с маса около 100 млн. M☉.